# Beechcraft Model 18
El Beechcraft Model 18 (o "Twin Beech", com també se'l coneix) és un bimotor d'ala baixa, amb tren d'aterratge tricicle de dis a onze places. Aquesta aeronau lleugera és fabricada per Beech Aircraft Corporation de Wichita, Kansas. Contínuament produïda de 1937 a novembre de 1969 (durant més de 32 anys, un rècord mundial en temps), se'n construïren més de 9.000, fent-la una de les aeronaus lleugeres més àmpliament utilitzada en el món. Venut a tot el món com a nau per executius civils, aeronau de càrrega, lloguer multi-usos i avió de passatgers en versió tricicle, sense tercera roda a la cua, amb esquís, o flotadors, també fou emprada com a aeronau militar.
Durant i després que Segona Guerra Mundial, més de 4.500 BCM18 va fer servei militar—com transport lleuger, bombarder lleuger (per Xina), entrenament de personal de vol (per bombardejar, navegar i disparar), foto-reconeixement, i "nau mare" per drons destinats a entrenament antiaeri —és el cas de les Forces Aèries de l'Exèrcit dels Estats Units (USAAF) amb els drons C-45 Expeditor, A-7 Explorador, A-11 Kansan; i els drons de l'Armada dels Estats Units (USN) UC-45J Explorador, SNB-1 Kansan, entre d'altres. Durant la Segona Guerra Mundial, per damunt del 90% del personal bombarder i exploradors d'USAAF van entrenar en aquesta aeronau.
En el primerenc període de postguerra el BCM18 era l'aeronau més important de les flotes de negocis i de trajectes no traçats per grans companyies. A més de portar passatgers, els seus usos civils han inclòs ruixats agrícoles, alliberament d'insectes estèrils, dispersió d'ous de peixos, de partícules de gel sec per provocar la precipitació de núvols, extinció aèria d'incendis, correu per aire, servei d'ambulància, produccions de nombroses pel·lícules, paracaigudisme, transport de càrrega, contraban d'armes i drogues, plataforma de proves de motors, escriptura en el cel, remolcament de pancartes, i vol acrobàtic. Molts dels Beechcraft M18 són ara en mans privades al voltant del món, encara amb 240 unitats en els EUA (Registre d'Aeronaus del FAA) en l'agost de 2017.

## Disseny i desenvolupament

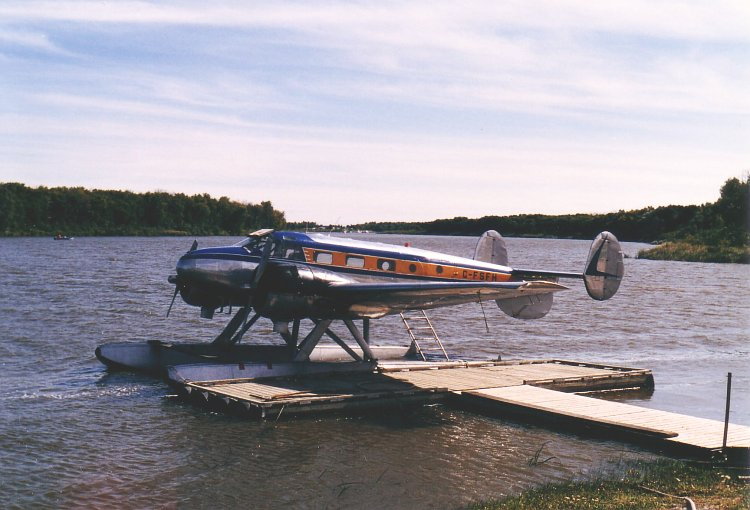
Beechcraft M18 amb flotadors en Manitoba, 1986

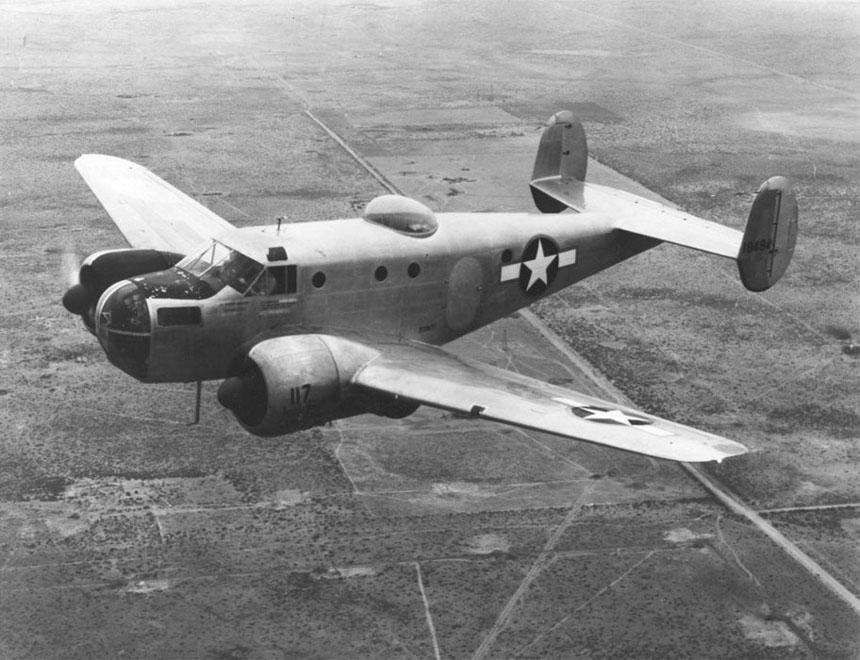
Beechcraft A-11 sobre les praderies de l'oest de Texas en missió d'ensinistrament de pilot bombarder, vora 1944

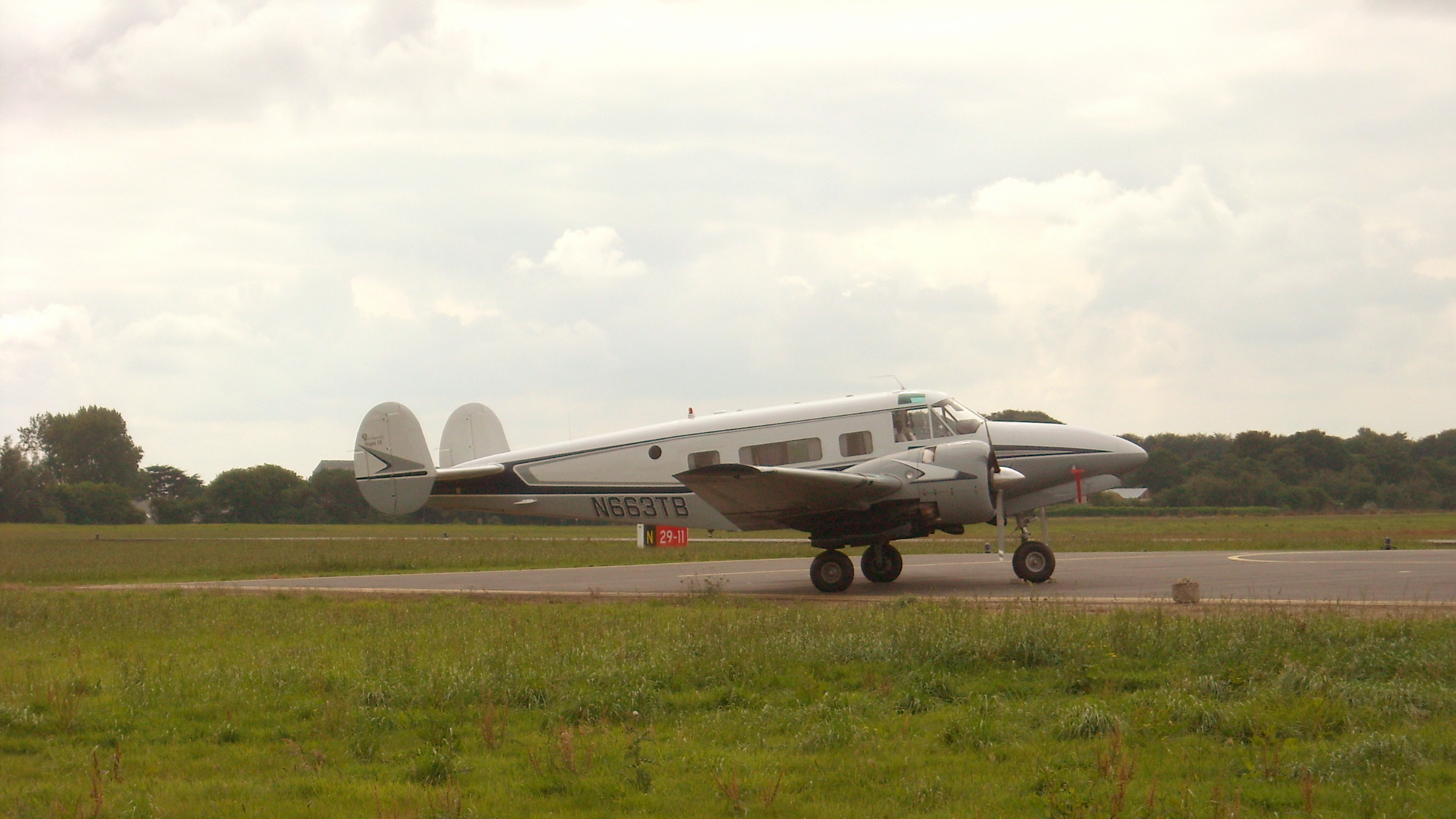
Beechcraft H18 privat amb el tren d'aterratge de tres rodes del mateix diàmetre. La roda simple és a la part davantera i no sota els alerons posteriors. Aeroport de Lannion, França

A finals de la dècada de 1930, l'Administració de l'empresa Beechcraft especulà que una demanda existiria per un disseny nou, batejat com a Model 18, el qual tindria aplicació militar, i va ampliar les principals factories. El disseny era principalment convencional pel temps, incloent motors bessons de cilindres en estrella, semi-monocasc de construcció totalment metàl·lica amb teixit de control cobrint la superfície. El tren d'aterratge d'un parell de rodes principals més la de cuaTren d'aterratge. Menys convencional era l'ala posterior, de disposició horitzontal amb dos alerons als extrems. El Model 18 pot ser confós pels models més grans de la sèrie Lockheed Electra. Se n'assemblen molt. Els avions de producció primerenca van ser alimentats per dos motors Jacobs L-6s de 330 cv (250 kW) o Wright R-760Es de 350 cv (260 kW). El Pratt & Whitney R-985 de 450 cv (336 kW) es va convertir en el motor definitiu de la preguerra mundial C18S en endavant. El prototip Beech 18 va volar per primera vegada el 15 de gener de 1937.
L'aeronau ha utilitzat una varietat de motors i ha tingut un nombre de modificacions estructurals per augmentar llur velocitat i pes brut. Com a mínim una aeronau va ser modificada amb un motor Pratt & Whitney R-1340 de 600 cv (447 kW). Amb el pes afegit d'aproximadament 91 kg per motor, el concepte d'un Model 18 sustentat amb motors R-1340 fou jutjat insatisfactori a causa que l'àrea més dèbil de l'estructura de l'avió era on els motors anaven muntats. Gairebé cada component de l'aeroplà va estar modificat durant els anys de fabricació.
En 1955 van començar lliuraments del Model E18S; L'E18S va presentar un fuselatge que va ser ampliat 150 mm en alçada més alt per donar més volum al voltant del cap dels passatgers. Tots els 18S més alts (de vegades anomenats Super 18S) van presentar aquest buc més alt, i alguns models més primerencs (incloent alguns A-11) també van estar modificats a aquest buc més gran. El Model H18, va introduir el 1963, la presentació d'un tricicle opcional d'aterratge. Poc sovint, el tren d'aterratge va ser desenvolupat per als models primerenc sota una llicència STC per Volpar, i instal·lat en H18s a la fàbrica durant el període de producció. Un total de 109 H18S van ser construïts amb tren d'aterratge de tricicle, i unes altres 240 unitats primerenques més del model van ser modificades amb aquest tren.
La construcció del Beechcraft Model 18 va acabar durant 1970 amb un Model final H18 destinat a Línies aèries del Japó. A través dels anys, 32 variacions del disseny bàsic havien volat; vora 200 modificacions de millora de parts de l'aeronau van ser desenvolupades, i gairebé 8.000 aeronaus van ser construïdes. En un cas, l'aeronau va ser modificada amb una cua de triple aleró vertical i un llarg d'horitzontal, similar a una miniatura del Lockheed Constellation. Una altra conversió distinta va ser realitzada per Pacific Airmotive. Conegut com a Pac Aero Tradewind. Va presentar una punta davantera allargada per acomodar la roda del tercer pneumàtic del tricicle d'aterratge i el parell d'alerons verticals posteriors del model 18 es van reemplaçar per una sola aleta central.

## Història operacional

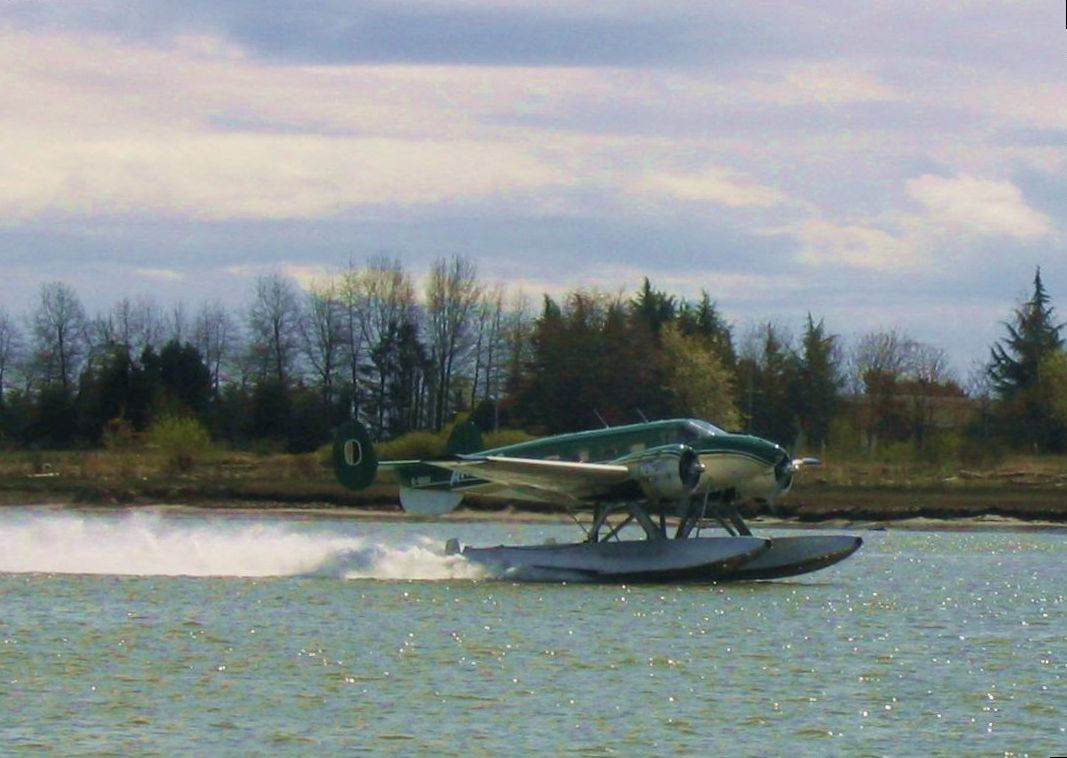
Beechcraft 18 en flotadors

La producció aconseguí un impuls primerenc quan Xina Nacionalista va pagar l'empresa 750.000$ dels EUA per sis M18R bombarders lleugers, però per l'època de l'entrada dels EUA a la Segona Guerra Mundial, només 39 unitats del Model 18s hi havien estat venudes, de les quals 29 eren per clients civils. La feina va començar seriosament en una variant concretament per entrenar pilots militars, bombarders, i exploradors. L'esforç va donar lloc a l'exèrcit AT-7 i SNB de l'Armada. Un desenvolupament més llunyà de l'ensinistrament d'entrenadors de navegació a l'A-11 i SNB-2 i el C-45 de transport militar. El Comandament Estratègic de la Força d'Aire dels Estats Units (USAF) va utilitzar les següents variants del Model 18: (A-11 Kansans, C-45 Expeditors, F-2 Expeditors (la subsèrie "F" lletra que ve de "Fotorecon", abreviatura en argot de "photogràfic reconnaissance"), i UC-45 Expeditors) de 1946 fins que 1951. De 1951 a 1955, l'USAF va tenir moltes de les seves aeronaus remanufacturades amb bucs nous, seccions centrals de l'ala, i trens d'aterratge per aprofitar les millores als models civils des del final de Segona Guerra Mundial. Finalment, 900 aeronaus foren reformades per assemblar-se al llavors model òptim D18S i van rebre noves designacions, números del constructor, i números de sèrie de la Força Aèria. L'USN (Armada Naval) va tenir moltes aeronaus supervivents reformades també, aquestes foren reanomenades com SNB-5s i SNB-5Ps. El C-45 va volar en servei per l'USAF fins 1963, mentre l'USN va retirar el seu últim SNB el 1972, mentre l'Exèrcit dels EUA va fer volar el seu C-45s fins 1976. En anys més tardans, l'exèrcit va anomenar col·loquialment aquestes aeronaus "bug smashers" en referència a la seva àmplia ocupació oferint hores de vol obligatòries per als aviadors destinats a oficines del Pentàgon.
Els Beech 18s van ser utilitzats extensament per la companyia civil d'aviació Air America durant la Guerra del Vietnam; inicialment es van utilitzar exemples d'estàndards exmilitars C-45 més o menys modificats, però la companyia aèria aconseguí 12 avions modificats per Conrad Conversions el 1963 i el 1964 per augmentar el rendiment i la capacitat de càrrega. L'avió modificat es coneixia com a Conrad Ten-Twos, ja que el pes màxim d'enlairament (MTOW) es va incrementar a 10,200 lliures [ten thousand-two hundred] equivalents a 4.600 kg. L'augment va ser aconseguit per diverses modificacions del buc, incloent l'augment d'incidència de l'angle d'estabilitzador horitzontal, el redisseny de les portes del tren d'aterratge, i la millora aerodinàmica de l'extrem de les ales. Air America llavors va adquirir llavors 14 aeronaus convertides per Volpar a propulsió turbohèlice, concretament amb motors Garrett AiResearch TPE-331; les aeronaus modificades van rebre el nom Volpar Turbo Beeches, les quals van tenir un augment de pes màxim d'enlairament a 10.286 lliures (4.666 kg).

### Problemes d'estructura alar
La "biga" o estructura principal de l'ala del Model 18 era fabricada per soldadura de peces d'acer tubular. La configuració dels tubs en combinació amb els forats perforats per les modificacions STC del mercat d'accessoris en algunes d'aquestes aeronaus permeté una major susceptibilitat a la corrosió i esquerdat mentre està l'avió en servei. Això va portar a la FAA a emetre una Directiva d'aeronavegabilitat (Airworthiness Directive) el 1975, obligant a l'ajust d'una estructura de suport a alguns Models 18s. Això va conduir, al seu torn, a la retirada d'un gran nombre de models 18 modificats per llicència STC quan els propietaris van determinar que l'avió valia menys del cost de les modificacions. La corrosió de tubs no modificats no era un problema; es va produir a causa de l'àrea de superfície addicional exposada creada a través del procés STC de perforació de forats. La FAA i altres autoritats nacionals d'aeronavegabilitat van emetre nous requisits, incloent-hi l'eliminació regular de l'embolcall de suport per permetre que la biga tubular fos comprovada per esquerdes i corrosió i que hom fes radiografies de raigs X. A Austràlia, l'autoritat d'aeronavegabilitat determinà un límit de vida a l'estructura alar, més enllà de la qual no pot volar l'avió.

## Variants

### Models de fabricant

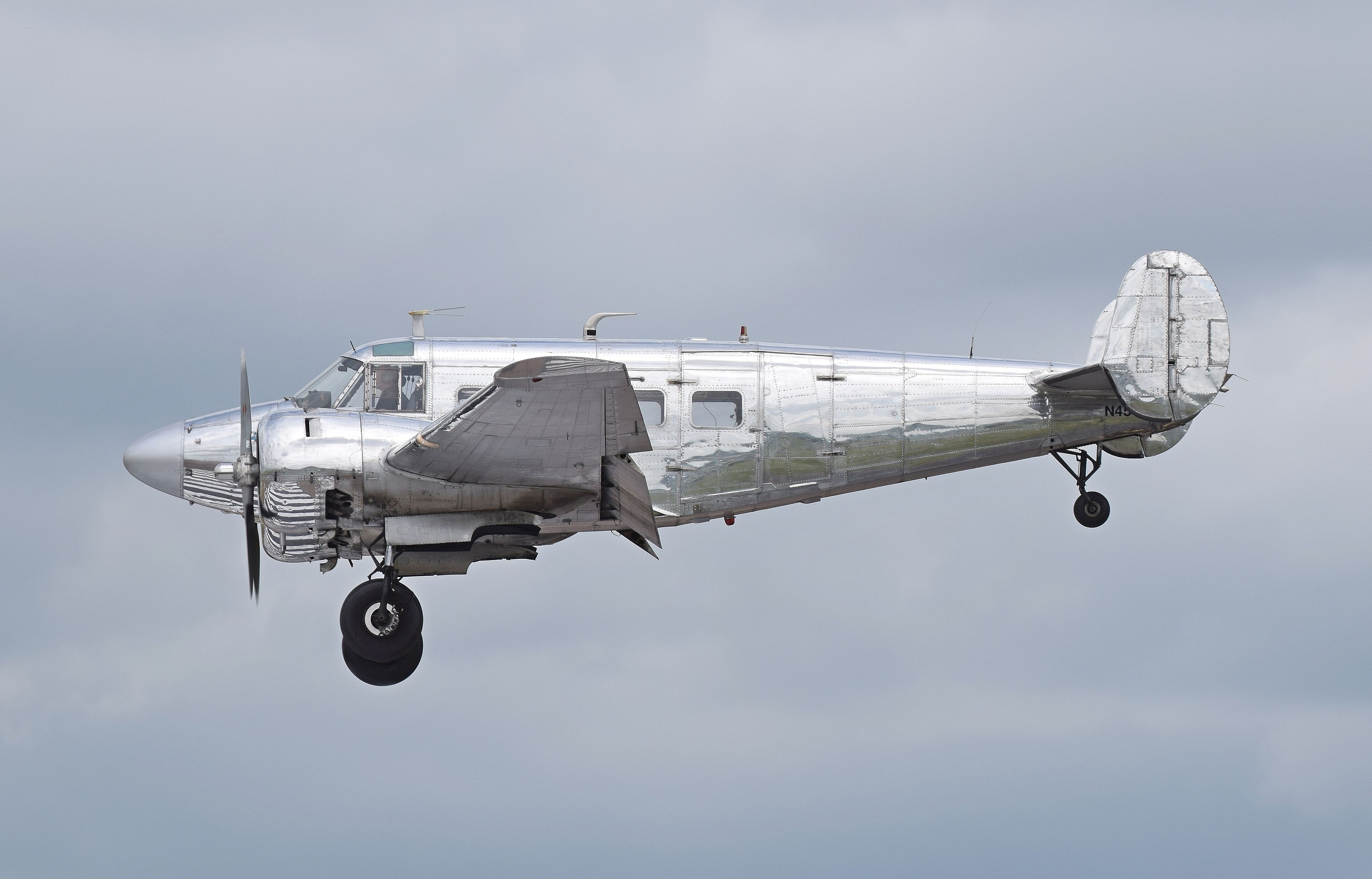
Un Model 18S arriba en 2016 a la demostració aèria RIAT, Anglaterra

Llevat que hom digui el contrari, els motors equipats són Pratt & Whitney R-985 radials.
Model 18A
Primer model de producció amb asseure per dos pilots i set o vuit passatgers, amb motors Wright R-760E-2 de 350 cavalls de vapor (260 kW), MTOW: 6.700 lb (3.000 kg).Model S18AVersió de Model 18A capaç de ser equipat amb esquís o flotadors Edo 55-7170; MTOW: 7.200 lb (3.300 kg).
Model 18B
Model millorat amb gamma augmentada i càrrega útil, motoritzat amb Jacobs L-5 (285 cv - 213 kW)
Model S18B
Versió de Model 18B capaç de ser equipat amb esquís o flotadors.
Model 18D
Variant amb seients per dos pilots i nou passatgers, amb motors Jacobs L-6 de 330 CV (250 kW), MTOW: 7.200 lb (3.300 kg).
Model S18D
Versió del Model 18D capaç de ser equipat amb esquís o flotadors Edo 55-7170; MTOW: 7.170 lb (3.250 kg).
Model A18D
Variant de 18D amb MTOW augmentat per 300 lb (140 kg) a 7,500 lb (3.400 kg), amb motors Pratt & Whitney R-985 amb 450 cv cadascú
Model SA18 D
Versió hidroavió del Model A18D, però MTOW idèntic al S18D, amb flotadors Edo 55-7170
Model A 18 A
La versió motoritzada amb Pratt & Whitney R-985 de 450 CV (340 kW), MTOW: 7.500 lb (3.400 kg)
Model SA 18 A

Versió hidroavió de Model A18A, amb flotadors Edo 55-7171 instal·lats. MTOW: 7.170 lb (3.250 kg)
Model 18R
Model amb motor Pratt and Whitney R-985-A1 amb sobrealimentador de doble etapa per poder augmentar la potència a altituds més altes, 450 CV (340 kW). Se'n van construir set; un a Suècia com una ambulància aèria, sis a la Xina Nacionalista com bombarders lleugers M18R
Model 18S
Variant civil de nou-passatgers fabricat en la pre-Segona Guerra Mundial. Va servir de base per als C-45C de la USAAF
Model B18S
Variant civil de nou-passatgers fabricat en la pre-Segona Guerra Mundial. Va servir de base per als F-2 de la USAAF
Model C18S
Variant del B18S amb seients per vuit passatgers, i canvis menors en equipament i estructures
Model D18S
Primera variant de correu de la 2a postguerra Mundial creat el 1945, amb seients per vuit passatgers i MTOW de 8.750 lb (3.970 kg), 1.035 unitats construïdes.
Model D18C
Variant amb motors Continental R9-A de 525 CV (391 kW) i MTOW de 9.000 lb (4,100 kg), introduït el 1947, 31 unitats construïdes.
Model E18S
Variant amb ala redissenyada i MTOW de 9.300 lb (4.200 kg); 403 construïts.
Model E18S-9700
Variant de E18S amb MTOW de 9.700 lb (4.400 kg); 57 construïts.
Model G 18S
Va succeir el model E18S, MTOW de 9,700 lb (4.400 kg); 155 se'n van construir
Model G 18S-9150
Versió lleugera de G18, MTOW de 9,150 lb (4.150 kg); se'n va construir un.
Model H18
Última versió de producció, fabricat amb tren d'aterratge de tricicle plegable desenvolupat per Volpar i MTOW de 9.900 lb (4.500 kg); 149 construïts, del qual 109 va ser fabricat amb tricicle d'aquest tipus

### Versions militars

#### Designacions d'USAAF/USAAC

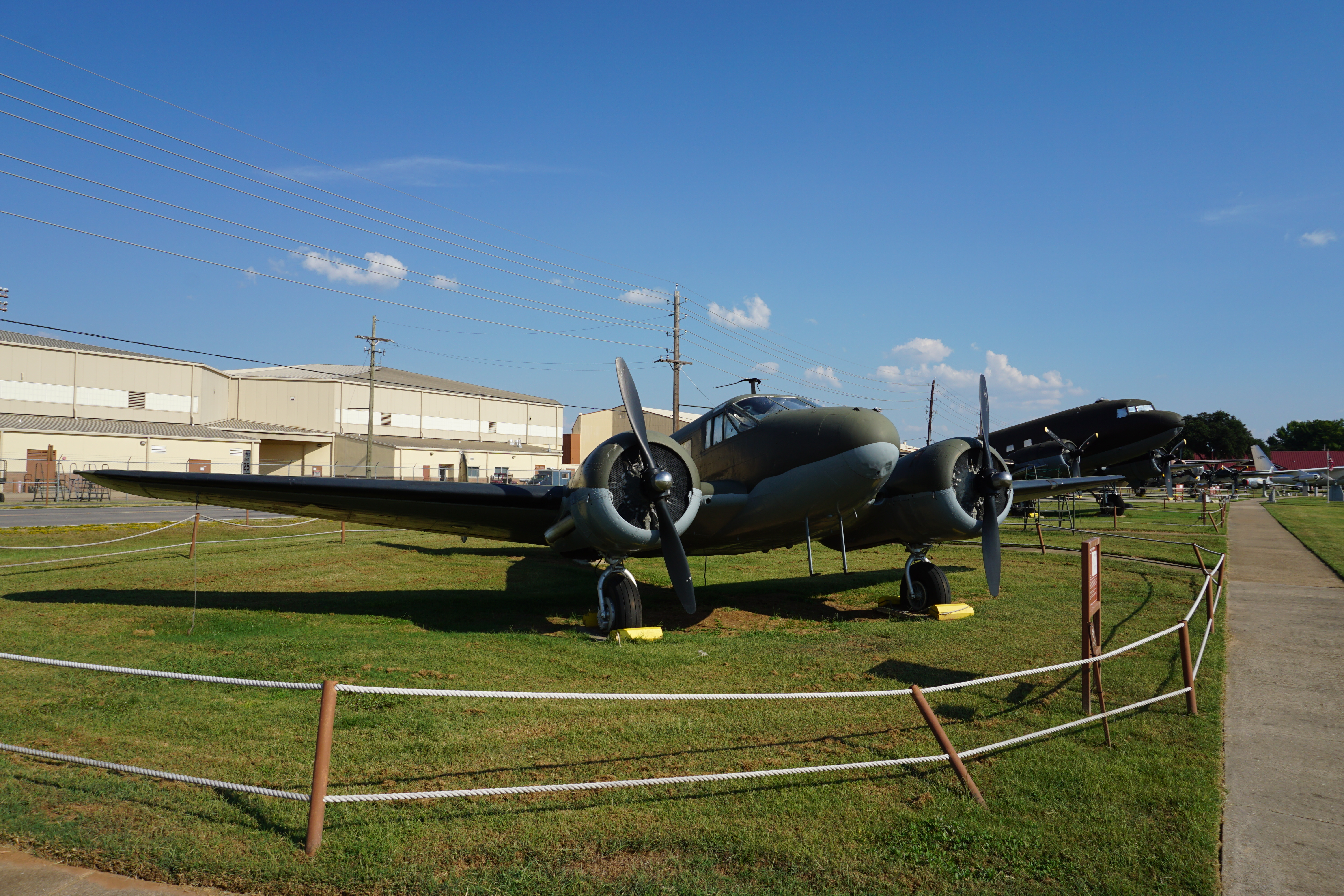
C-45F al Barksdale Global Power Museuml

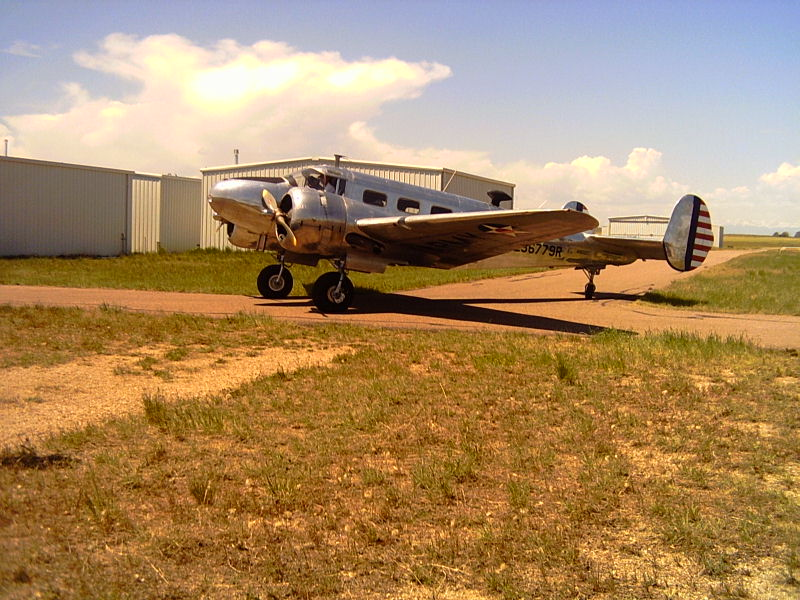
C-45H/A-7 CAF, Platte Vall Airpark, Hudson, CO, juny 2007

C-45
Sis seients per al transport de personal basat en C18S; 11 se'n van construir.
C-45A
Transport de persones i càrrega amb vuit seients basat en C18S; 20 se'n van construir.
RC-45A
Redisseny de tots els avions supervivents F-2, F-2A, i F-2B per l'USAF durant 1948
C-45B
Basat en C18S, però amb traçat intern modificat; 223 ordenats, alguns redissenyats al model UC-45B el 1943.
C-45C
Dos Models 18S usades per la USAAF, redissenyats a UC-45C durant gener de 1943.
C-45D
Designació atorgada a dues aeronaus A-7 convertides en transports de passatgers durant fabricació, reanomenades UC-45D en gener 1943.
C-45E
El nom donat a dues aeronaus A-7 i quatre A-7B convertides en transports de passatgers per re-fabricació; reanomenat UC-45E en gener de 1943.
C-45F
Versió estandarditzada de set seients basada en el model C18S, amb el nas més llarg que els models que el precedeixen; 1.137 encomanats, reassignat UC-45F.
C-45G
AT-7s i AT-11s remanufacturats en els primerencs anys de la dècada 1950s per l'USAF a estàndard similar al civil D18S amb Pilot Automàtic i motors R-985-AN-3; 372 aeronaus es van reconstruir.
TC-45G
Multiengine Variant d'entrenador de la tripulació de C-45G; A-7s i A-11s remanufactured en el primerenc 1950s per l'USAF a estàndard similar com civil D18S, 96 aeronaus van reconstruir
C-45H
A-7s i A-11s remanufacturats en el primerenc 1950s per l'USAF a estàndard similar civil D18S, sense autopilot i motors R-985-AN-14B; 432 aeronaus es van reconstruir
TC-45H
RC-45J
Dins 1962, tots els SNB-5Ps supervivents de l'Armada dels EUA foren redissenyats i reanomenats RC-45J.

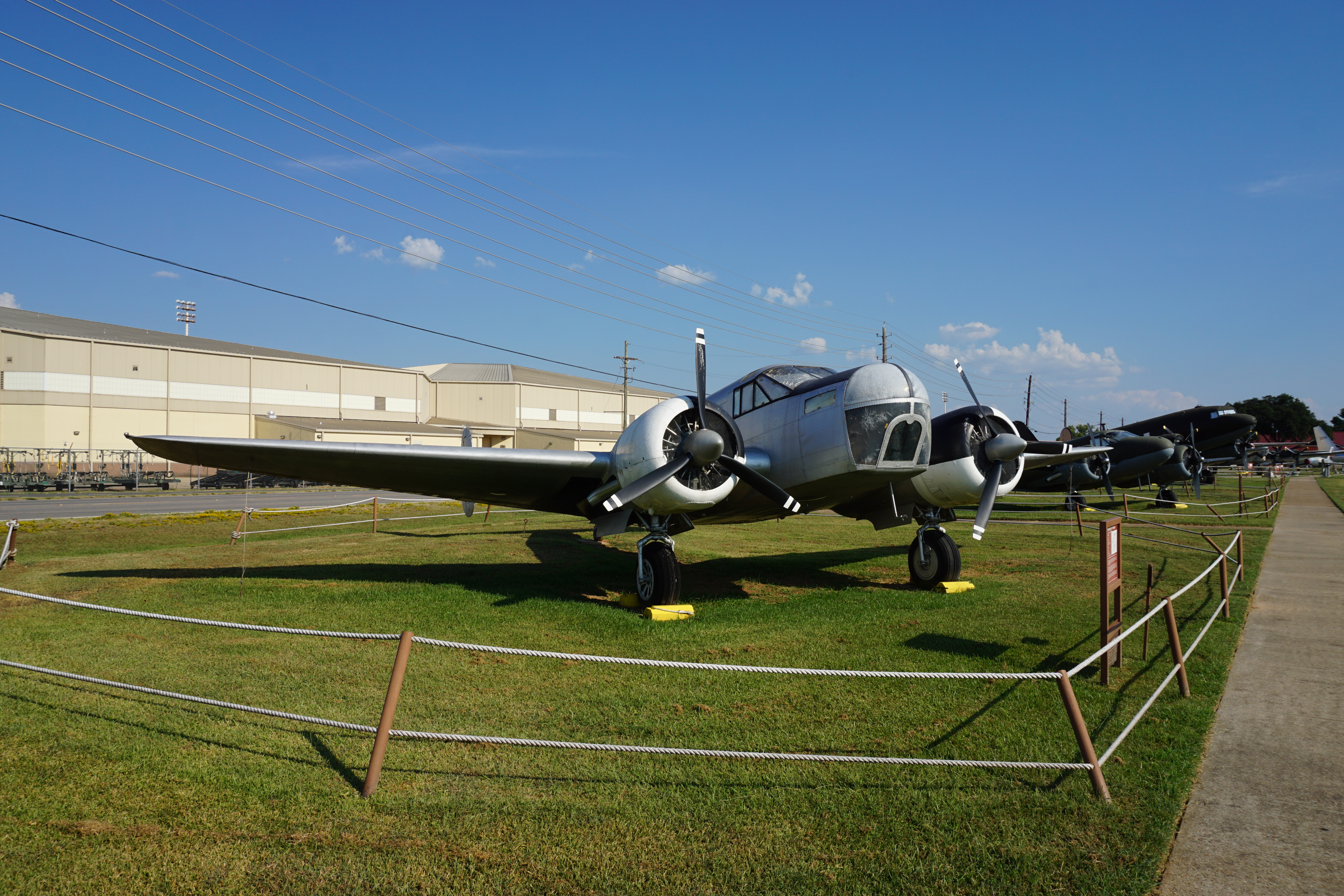
A-11 al Barksdale Global Power Museuml

TC-45J
Dins 1962 tot SNB-5s supervivents de l'Armada dels EUA foren redissenyats i reanomenats TC-45J.
UC-45J
AT-7 Navigator
Entrenador de navegació basat en C18S, amb un astrodome i posicions per tres estudiants, propulsat dos motors Pratt & Whitney R-985-25 de 450-h; 577 se'n van construir.
AT-7A
Hidroavió de flotadors. Versió de l'AT-7; sis es van construir
AT-7B
Model A-7 modificat per condicions hivernals extremes; nou unitats se'n construïren.
AT-7C
Basat en C18S amb motors R-985-AN3; 549 va construïts
AT-11 Kansan
Entrenador de bombardejadors i artillers per l'USAAF derivat de l'AT-7, el buc va tenir cabina petita, finestres circulars de cabina, posició de bombarder dins del nas, i badia de bomba; Els entrenadors de tir aeri eren també equipats amb dos o tres canons de calibre .30. Els models primerencs (els primers 150 construïts) van tenir un sol canó de calibre .30 AN-M2 en una torreta superior fabricada per Beechcraft. Els models més tardans van utilitzar una torreta superior amb dos canons bessons Crocker Wheeler de calibre.30; túnel inferior fins a la cua era utilitzada per l'ensinistrament de tiradors de cua, 1.582 unitats es construïren per ordres d'USAAF, amb 24 ordenades pels Països Baixos, recuperades per l'USAAF i utilitzat pel Royal Netherlands Military Flying School, a Jackson, Mississipi.
AT-11A
Conversió d'A-11 a entrenador de navegació; se'n van convertir 36.
CQ-3
Conversió d'UC-45F, modificats per actuar com aeronau de control no tripulada, re-designada com DC-45F en juny de 1948. 

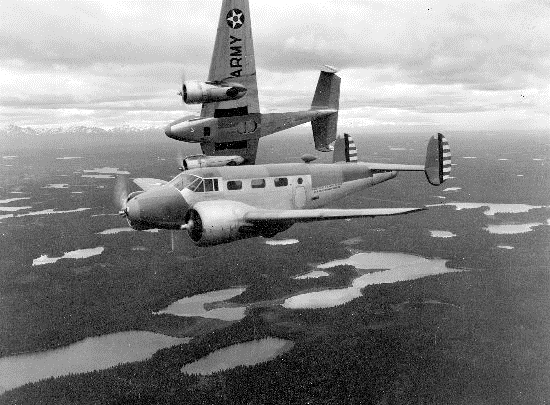
F-2s en Alaska, 1941

F-2
Versió de Foto-reconeixement basada en B18
F-2A
Versió millorada
F-2B

#### Designacions de l'Armada

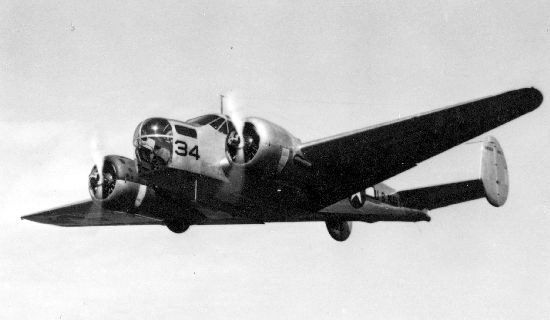
SNB-1 Kansan

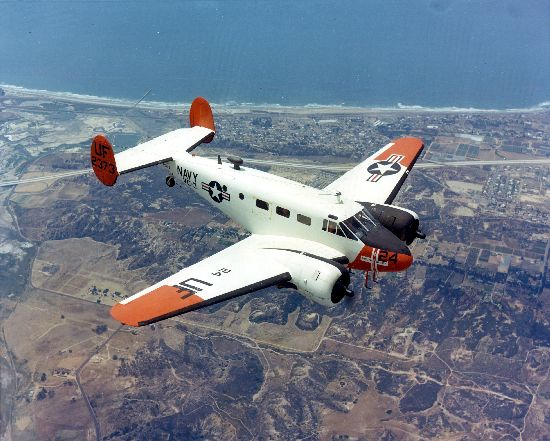
SNB-2 Explorador

JRB-1
Aeronau fotogràfica. Va estar basada en el C18S, va muntar una cabina de pilots especialment dissenyada per millorar la visibilitat. Unitats construïdes: 11.
JRB-2
Transport lleuger, basat en el C18S; 15 se'n van construir.
JRB-3
Versió fotogràfica, similar a C-45B; se'n van construir 23.
JRB-4
Versió de transport variat, equivalent a UC-45F'; 328 construïdes.
JRB-6
SNB-1
Similar a A-11; 110 construïdes.
SNB-2
Entrenador de navegació similar a A-7, 299 construïts.
SNB-2C
Entrenador de navegació
SNB-2H
Conversió a ambulància
SNB-2P
Entrenador de foto-reconeixement.
SNB-3
Entrenador de navegació
SNB-3Q
Ensinistrament de Comptador electrònic de mesures
SNB-5
SNB-2s i SNB-2Cs foren reformats i es designaren SNB-5.
SNB-5P
Entrenador de foto-reconeixement.

#### Designacions d'unitats llogades o en préstec per a RCAF/RAF (Pla d'ajuda als aliats durant la 2a Guerra Mundial)
Expeditor I
C-45Bs subministrat a la RAF sota Préstec-Arrendament.
Expeditor II
C-45Fs subministrat al RAF i l'armada Reial sota Préstec-Arrendament
Expeditor III
C-45Fs subministrat al RCAF sota sota Préstec-Arrendament

#### Designacions de la RCAF a la post-guerra
C-45Ds repartit entre 1951 i 1952.
Expeditor 3N
Entrenador de navegació - 88 fabricats.
Expeditor 3NM
Entrenador de navegació que podia ser convertit a una unitat de transport. 59 fabricats.
Expeditor 3NMT
3NM convertit a una aeronau de transport - 67 fabricats.
Expeditor 3NMT(Especial)
Transport de personal/Entrenador de navegació - 19 fabricats.
Expeditor 3TM
Transport amb accessoris que permetien convertir-lo fàcilment a entrenador de navegació - 44 fabricats.
Expeditor 3TM (Especial)
Modificacions d'unitats RCAF Expeditors que es van utilitzar en vols oceànics conjuntament amb el Projecte WPB - tres fabricats.

### Conversions

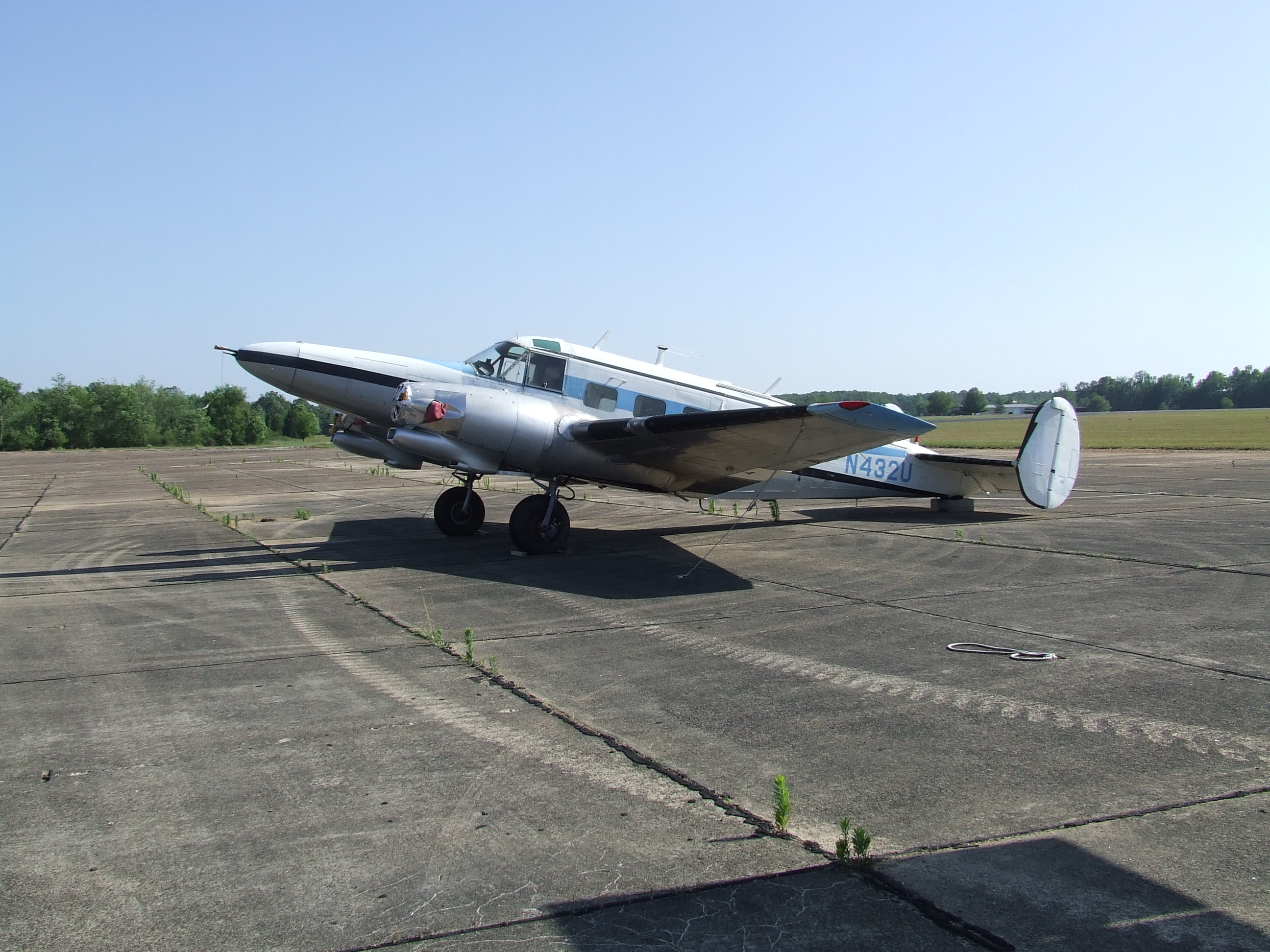
Hamilton Westwind (conversió III) a un aeròdrom de Tennessee

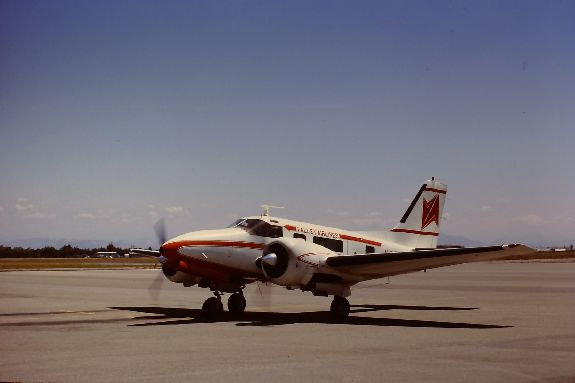
PacAero Tradewind
Conversió de Beech D18S/C-45 a transport de 5/11 places per executiu. Amb aleta posterior simple. Empresa responsable: Pacific Airmotive
Hamilton HA-1
Conversió d'una aeronau TC-45J
Hamilton Petit Liner
Modificació de D18S amb millores aerodinàmiques i nova roda de cua retràctil, capaç de portar 11 seients
Hamilton Westwind
Conversions amb diversos motors turbopropulsats.
Hamilton Westwind II STD
Conversió extrema propulsada per dos PTA6 de 840-CV i amb allotjament per fins a 17 passatgers.
Hamilton Westwind III
Dos PTA6-20 de 579CV o PTA6-27 de 630 CV o Lycoming LTS101.
Hamilton Westwind IV
Dos Lycoming LTP101 570 CV o PTA6-28 680 CV o PTA6-34 750 CV o PTA6-45 1020 CV
Volpar (Beechcraft) Model 18
Conversió de Model 18 amb tren d'aterratge sota la cabina.
Volpar (Beechcraft) Super 18
Volpar (Beechcraft) Turbo 18
Model de Beech 18s amb tren d'aterratge sota la part davantera Volpar MkIV i impulsat per dos Garrett TPE331-1-101B 705-CV turboalimentats limitats a potència limitada de 605CV, que fan girar una hèlice de tres pales Hartzell HC-B3TN-5. Les pales són de pas variable per mantenir el règim del motor constant i millorar-ne el rendiment.
Volpar (Beechcraft) Super Turbo 18
2x Garrett TPE331 de 705 CV
Volpar (Beechcraft) C-45G
Aeronau C-45G modificada amb tren d'aterratge en tricicle.
Volpar (Beechcraft) Turboliner
Versió de 15 passatgers del Turbo 18 amb buc ampliat, impulsat per 2 Garrett TPE331-1-101B 705 CV.
Volpar (Beechcraft) Turboliner II
Turboliners (Motors d'hèlice turboalimentat) Modificats per acomplir amb les normes SFAR 23

## Operadors

### Civil
En 2012, el Beechcraft Model 18 conserva llur popularitat entre empreses i línies aèries xàrter i de petit volum a tot el món.

### Militar

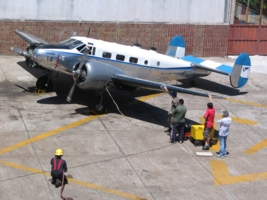
C-45 de l'Armada argentina. Escola Jorge Newbery (Buenos Aires)

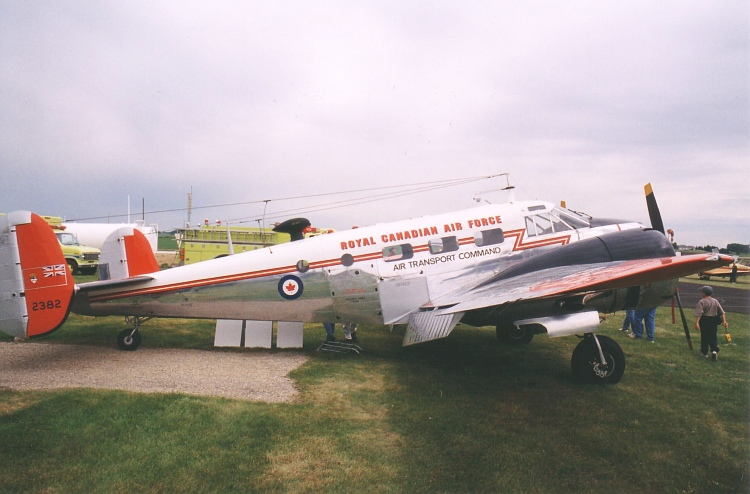
Beechcraft C-45 Expeditor de la RCAF amb la descripció "Air Transport Command" sota les finestretes.

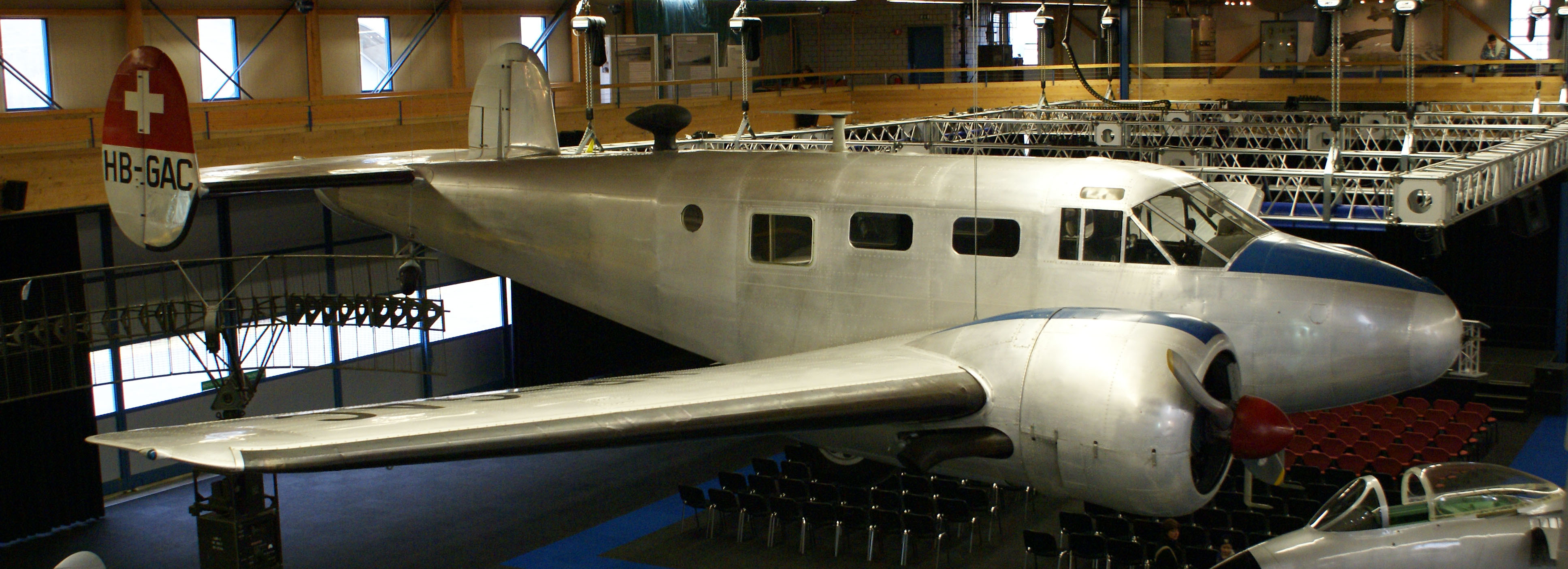
C-45 tal com era utilitzat per la Força de l'Aire suïssa per missions civils de fotografia aèria

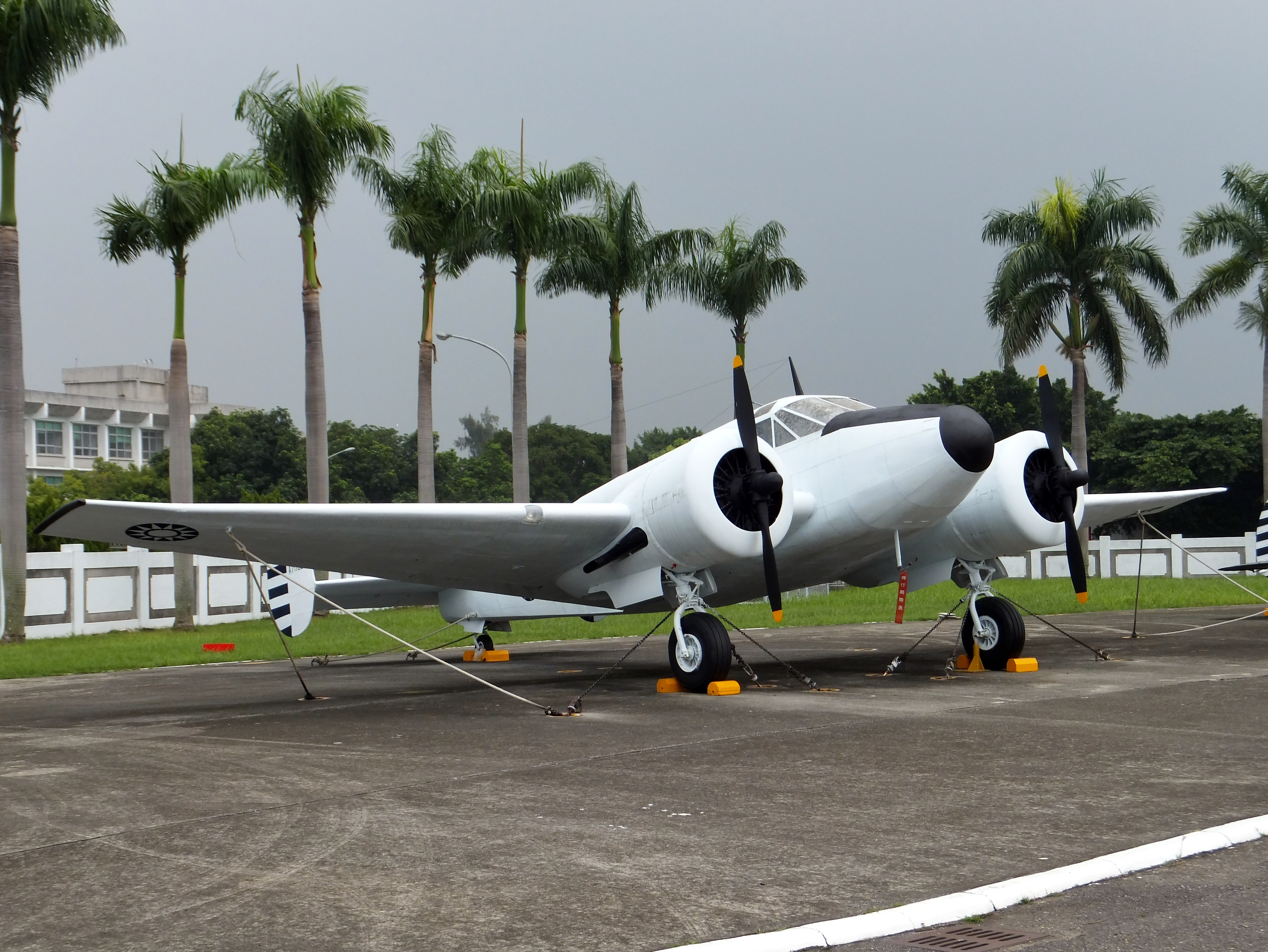
Model AT-11 de l'Aviació de la República Popular Xinesa

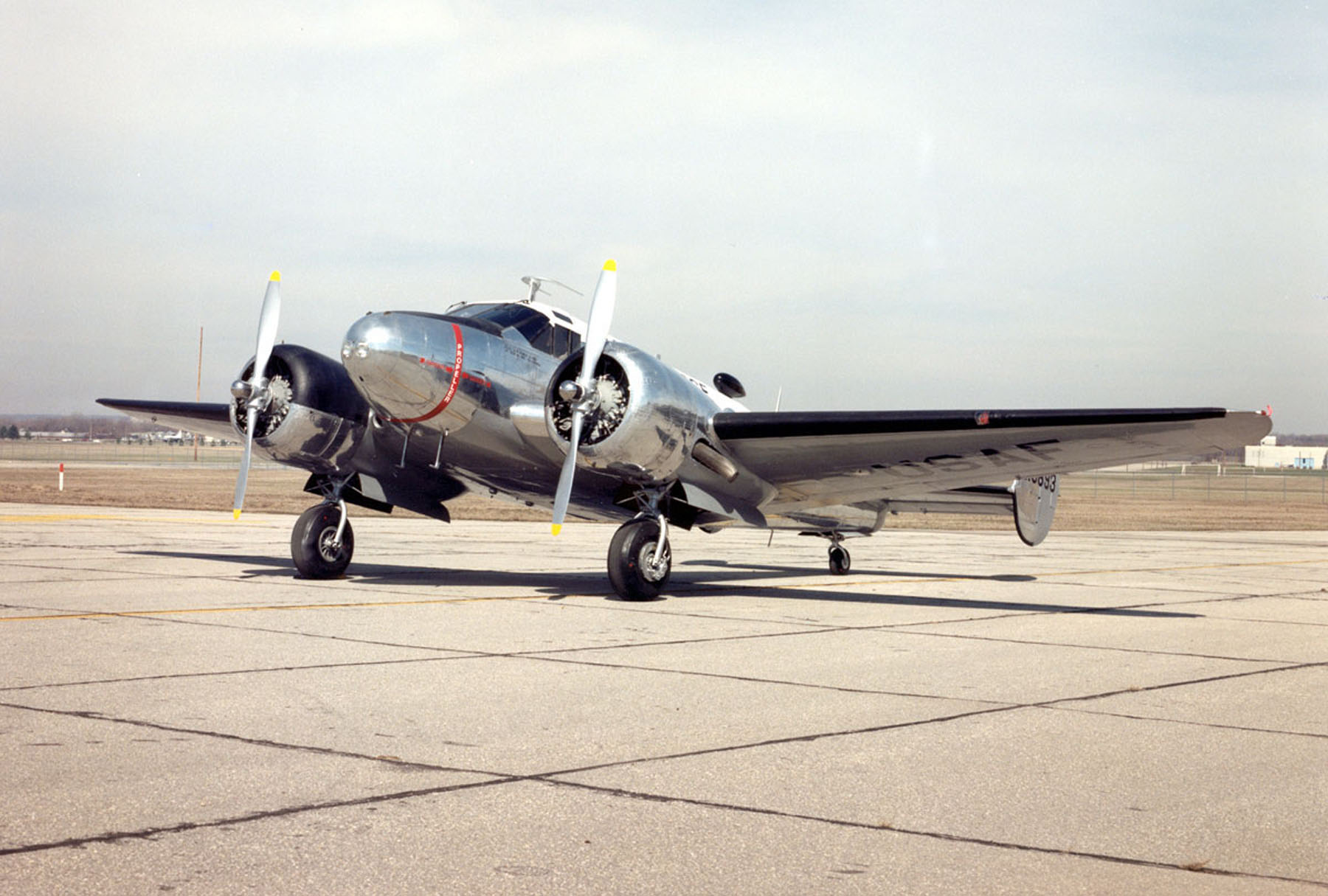
Beech 18/C-45 al Museu Nacional de la Força d'Aire dels Estats Units

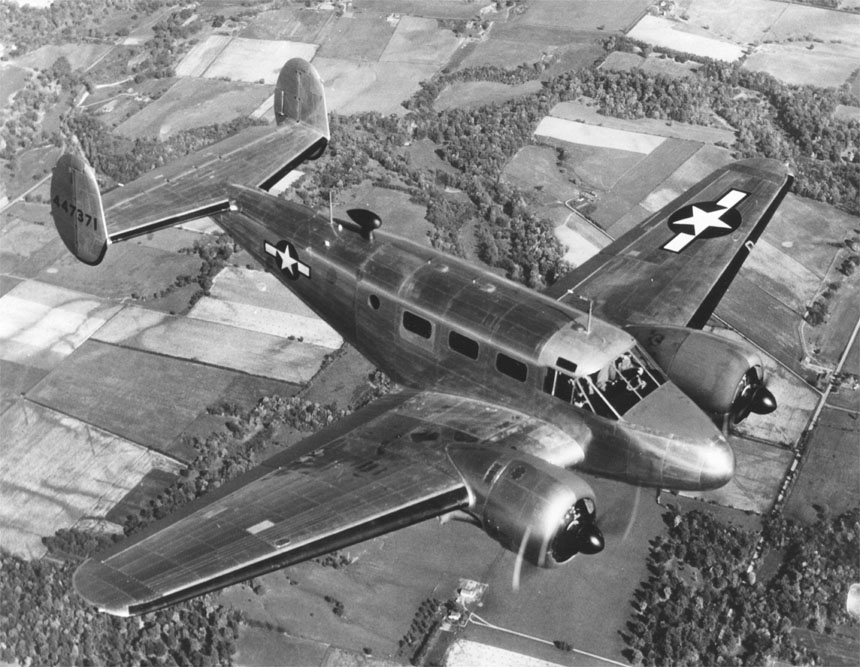
Beechcraft UC-45F volant

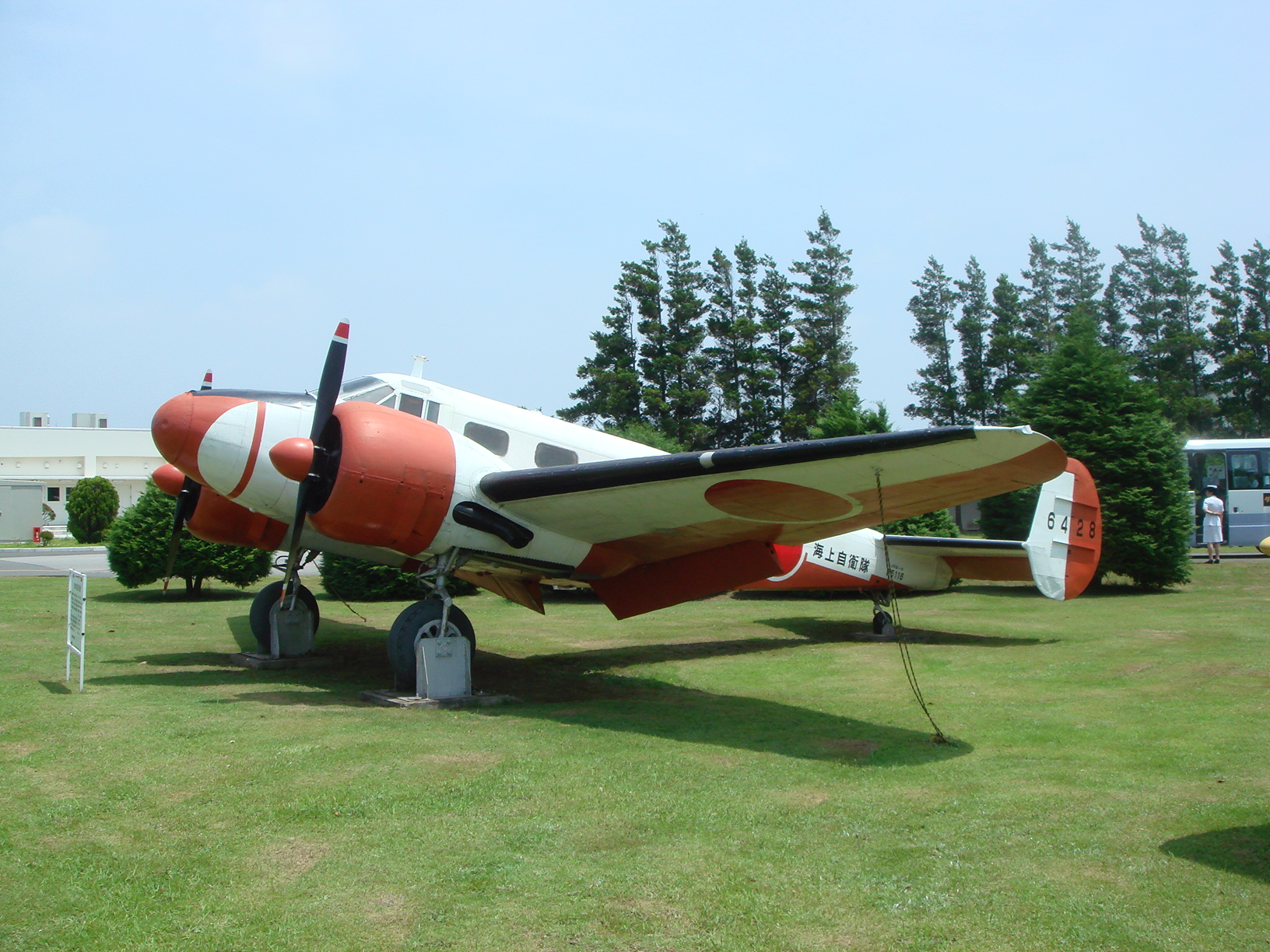
Força Marítima d'Autodefensa del Japó. SNB-4. Base Aèria de Shimofusa.

Argentina
- Força Aèria Argentina.[50]
- Aviació Naval Argentina[51]

 Bolívia
- Força Aèria de Bolivia[52]

 Brasil
- Força Aèria de Brasil

- Reial Força Aèria del Canadà 394 unitats de 1941–1972[53]
- Royal Canadian Navy 10 unitats de 1952–1960[54]

- Força Aèria Xilena[55]
- Exèrcit xilè
- Armada xilena

 República de la Xina / Taiwan
 Colòmbia
- Força d'Aire colombià

 República d'Irlanda
 República Dominicana
- Força d'Aire dominicà

 El Salvador
- Força d'aire d'El Salvador

 República de França
- Força d'Aire francès

 Gutemala
- Força d'Aire guatemalenc

 Haití
- Força Aèria d'Haití

 Hondures
- Força d'Aire hondureny

 Indonèsia
- Exèrcit indonesi
- Força d'Aire indonesi

 República d'Itàlia
- Força d'Aire italià va operar 125 aeronaus de 1949 fins al 1970s

 Japó
- Japó Marítim Self-Força de Defensa
- Guàrdia de Costa del Japó

 República de Mèxic
- Força d'Aire mexicà

 Holanda
- Reial Netherlands Força d'Aire
- Servei d'Aviació Naval neerlandès

 Nicaragua
- Força d'Aire nicaragüenc

 Nigèria
- Força d'Aire del Níger

 Paraguai
- Força d'Aire paraguaià

 Perú
- Força d'Aire peruà

- Cos d'Aire d'Exèrcit filipí

 República de Portugal
- Forca Aerea Portuguesa

 Somàlia
- Força d'Aire somali - Retirat dins 1991

 República de Sud-àfrica
- Força Aèria sudafricana

 Vietnam
- Força Aèria del Vietnam del Sud

 Regne d'Espanya
 Sri Lanka
- Força d'Aire del Sri Lanka

 Suècia
- Força d'Aire suec

 Suïssa
- Força d'Aire suís

 Tailàndia
- Força d'Aire tailandesa reial

 Tonga
- Tongan Força d'Aire de Força marítima

 Turquia
- Força d'Aire turc

 Regne Unit de la Gran Bretanya
- Força d'Aire reial
- Aire de Flota – d'Armada reial Braç

Estats Units d'Amèrica
- Exèrcit dels Estats Units
  - Cos d'Aire d'Exèrcit dels Estats Units
  - Forces d'Aire d'Exèrcit dels Estats Units
- Força d'Aire dels Estats Units
- Estats Units Cos Marí
- Armada dels Estats Units

 Colòmbia
 Plantilla:ZAI

## Aeronaus en exposició

### Argentina
- A-11Un 3495 - al Museu Nacional d'Aeronàutica de l'Argentina de Buenos Aires.
- C-45H 5621 - al Museu Nacional d'Aeronàutica de l'Argentina de Buenos Aires.
- C-45H AF-555 - al Museu Nacional d'Aeronàutica de l'Argentina dins Buenos Aires.
- H18S c/no. BA-752 (LV anterior-JFH) - al Museu Nacional d'Aeronàutica de l'Argentina dins Buenos Aires.

### Austràlia
- E18S c/no. BA-81 (anterior N3781B) - al Museu d'Aire del Queensland en Caloundra, Queensland.

### Bèlgica
- 3NM floatplane c/cap CA-191 (anterior C-FGNR) - a Pairi Daiza.

### Canadà
- C-45H 459 - al canadenc Bushplane Centre de Patrimoni en Sault Ste. Marie, Ontario. CF de codi de la cua-MJY
- 3TM 8034 - al canadenc Bushplane Centre de Patrimoni en Sault Ste. Marie, Ontario.
- D18S c/no. Un-141 (CF anterior-MPH)- a l'Acadèmia de RCMP, Depot Divisió dins Regina, Saskatchewan.
- D18S c/no. Un-142 (CF anterior-MPI) - al Museu d'Ordre Bombarder del Canadà en Nanton, Alberta.
- D18S c/no. Un-156 - al canadenc Warplane Museu de Patrimoni dins Hamilton, Ontario.
- D18S 3TM 6596 (CF anterior-SIF, RCAF anterior 1387) - al Reynolds-Alberta Museu en Wetaskiwin, Alberta
- 3N c/no. Un-652 (RCAF anterior 1477) - al Museu d'Aviació Reial del Canadà Occidental en Winnipeg, Manitoba.
- 3NMT c/no. Un-700 - al Mar de Terra d'Aire canadenc Museu a Toronto/Markham Aeroport en Markham, Ontario.
- 3NM c/no. Un-710 - al Museu d'Aviació Atlàntic Del nord en Gander, Terranova i Labrador.
- 3NMT c/no. Un-782 (CF anterior-CKT) - al Museu canadenc de Vol en Langley, Colúmbia britànica.
- 3NMT c/no. Un-872 - al TransCanada Autopista dins Ignace, Ontario.
- 3NM c/no. Un-895 - al Museu d'Aviació d'Alberta a Edmonton, Alberta.

### Xile
- D18S c/no. Un-1024 (anterior FACh 465) - al Museo Aeronautico y del Espacio dins Santiago, Xile.

### Itàlia
C-45F 6668 - suspès a l'interior de la terminal de passatgers de l'aeroport d'Olbia Costa Smeralda a Olbia, Sardenya. Aquest va ser el primer avió propietat d'Alisarda Airlines i es va utilitzar en la filmació de la pel·lícula The Last Emperor.

### Malta
- C-45H 8304 - sota restauració al Museu d'Aviació de Malta en Ta' Qali, Malta.

### Països Baixos
- C-45G 51-11665 - al Aviodrome en Lelystad, Netherlands.

### Nova Zelanda
AT-11 3691 - al Museum of Transport and Technology (MOTAT) en Auckland.

## Aspectes notables en mitjans de comunicació
A la pel·lícula Captain America: The First Avenger apareix una unitat Beech Model (49m:17s) que sobrevola una base enemiga. L'avió té retolats els alerons posteriors i la tapisseria dels seients amb el logo "Stark Industries". El protagonista de la pel·lícula obre la porta de l'aeroplà per llançar-s'hi volant.
El primer avió propietat d'Alisarda Airlines, restaurat, a llurs instal·lacions sardes es va utilitzar en la filmació de la pel·lícula The Last Emperor (2h:24m:36s) escena de la fugida frustrada en avió per les tropes russes.
Un Beech 18 aparegué en la pel·lícula de 1983 de James Bond, Octopussy.